# Le Concile de pierre (film)
Pour les articles homonymes, voir Le Concile de pierre.
Pour plus de détails, voir Fiche technique et Distribution.
Le Concile de pierre est un film franco-italo-allemand de Guillaume Nicloux, sorti en 2006.
Adapté du roman éponyme de Jean-Christophe Grangé (auteur de Les Rivières pourpres et de L'Empire des loups) par Guillaume Nicloux lui-même et Stéphane Cabel, le film retrace les aventures d'une femme qui mène sa propre enquête afin de découvrir les réelles origines de son enfant adopté disparu.
Le tournage du film a eu lieu en Mongolie (notamment au monastère de Gandantegchinlin à Oulan-Bator) et en France (à Paris). Ce sixième long métrage du réalisateur met en scène Monica Bellucci, Catherine Deneuve, Elsa Zylberstein, Sami Bouajila, le comédien allemand Moritz Bleibtreu et l'Italien Lorenzo Balducci.

## Synopsis
La première scène se passe quelque part en Mongolie, il y a 30 ans, dans un centre retiré en pleine forêt tenu par des Russes. Un couple s'introduit dans un bâtiment et libère un vieil homme asiatique. Lors de cette tentative d'évasion, ils sont surpris et sont abattus. La femme, qui gît mourante au fond d'un puits, regarde une dernière fois un médaillon où l'on découvre qu'elle et son partenaire sont parents d'un bébé.
Sibérie orientale, 30 ans plus tard. Laura Siprien, jeune femme française, se rend dans un centre d'adoption afin de récupérer son futur fils adoptif, Liu-San, d'origine mongole, alors âgé de deux ans.
Paris, quelques années plus tard. Liu-San est un jeune garçon de presque sept ans. Depuis quelque temps, Laura et son fils sont plongés dans des cauchemars et rêves communs. Une étrange marque apparaît sur le torse du garçon. Quelques jours avant son anniversaire, l'enfant est enlevé. Laura Siprien part à la recherche des origines de son fils, et s'envole pour la Mongolie.

## Fiche technique
Sauf indication contraire, les informations mentionnées dans cette section peuvent être confirmées par la base de données cinématographiques IMDb,  présente dans la section « Liens externes ».
- Titre original : Le Concile de pierre
- Titre italien : L'eletto
- Titre allemand : Liu San - Wächter des Lebens
- Réalisation : Guillaume Nicloux
- Scénario : Guillaume Nicloux et Stéphane Cabel, d'après le roman éponyme de Jean-Christophe Grangé
- Musique : Éric Demarsan
- Direction artistique : Frédéric Bénard
- Décors : Olivier Radot
- Costumes : Judy Shrewsbury
- Photographie : Peter Suschitzky
- Son : Jean-Marie Blondel, Olivier Dô Huu, Katia Boutin
- Montage : Guy Lecorne
- Production : Yves Marmion
  - Production déléguée : Olivier Thaon
  - Assistant de production (Mongolie) : Amgalanbayar Batbayar
- Sociétés de production[1] :
  - France : UGC YM, en coproduction avec TF1 Films Production, avec la participation de Canal+, CinéCinéma, du CNC, la Procirep, l'Angoa-Agicoa et MEDIA (Union européenne), en association avec Sogécinéma 3 et Sofica UGC 1
  - Italie : en coproduction avec Rai Cinema
  - Allemagne : en coproduction avec Integral Film
- Sociétés de distribution[2] : UGC Distribution (France) ; 01 Distribution (Italie) ; Leonine (Tele München Group) (Allemagne) ; Les Films de l'Elysée (Belgique) ; JMH Distributions SA (Suisse romande)
- Budget : 20 045 158 €[3]
- Pays de production :  France,  Italie,  Allemagne
- Langue originale : français, anglais
- Format[4] : couleur - 35 mm - 2,35:1 (Cinémascope) - son Dolby Digital
- Genre : thriller, fantastique, action, aventures, policier, drame
- Durée : 102 minutes
- Dates de sortie[5] :
  - Italie : 17 octobre 2006 (Festival international du film de Rome) ; 15 juin 2007 (sortie nationale)
  - Suisse romande : 1er novembre 2006[6]
  - France, Belgique : 15 novembre 2006[7]
  - Allemagne : 2 avril 2008 (sortie directement en DVD)
- Classification :
  - France : tous publics[8]
  - Belgique : tous publics (Alle Leeftijden)[7]

## Distribution
- Monica Bellucci : Laura Siprien
- Catherine Deneuve : Sybille Weber
- Moritz Bleibtreu : Serguei Makov
- Sami Bouajila : Lucas
- Elsa Zylberstein : Clarisse
- Nicolas Thau : Liu-San
- Lorenzo Balducci : L'inspecteur Frank Neves
- Nicolas Jouhet : L'inspecteur Langlois
- Peter Bonke : Le docteur Vonkel

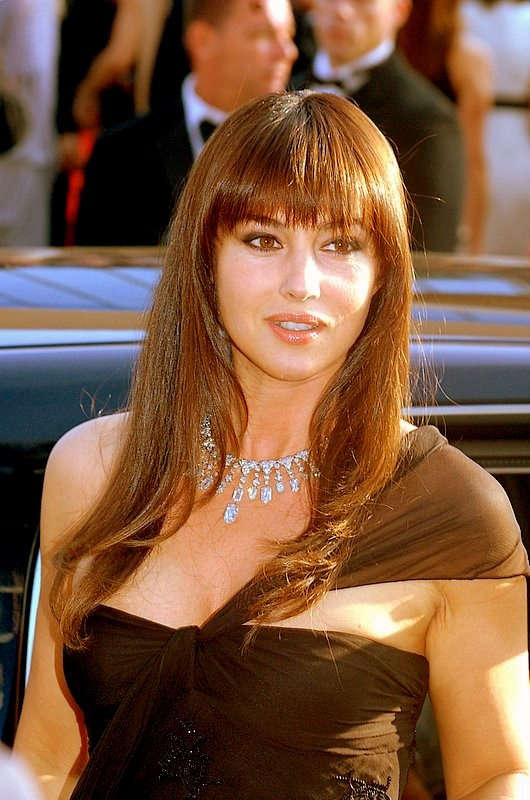
Monica Bellucci au Festival de Cannes 2006.

- Tubtchine Bayaertu : Barsak Thalik
- Laurent Grévill : Daguerre
- Jerzy Rogulski : Le professeur Bruner
- Yoshi Oida : Kamal
- Nicolaï Boldaev : Ayrag
- Simona Maicanescu : La directrice de l'orphelinat
- Pascal Bongard : Perrone
- Eva Saint-Paul : Condroyer
- Valentine Herrenschmidt : L'infirmière
- Bayaset Manjikoff : Le vieil homme
- Yves Marmion : L'attaché d'ambassade
- Éric Caravaca : Le père de Laura
- Elina Löwensohn : La mère de Laura
- Erdenetsog Batoa : Le colonel
- Dinara Droukarova : Irena
- Borchuluun Lkhamjav : L'officier à l'ambassade
- Gaëlle Loizic : Sybille avant
- Gefko Mikhail : Le villageois russe
- Galina Nikolaevna Karpova : La nurse
- Claire Rotheuss : La secrétaire d'ambassade
- Andrey Shklyar : Le gardien du dispensaire
- Clément Thomas : Le chauffeur de Sybille
- Tumurbaatar Tseomed : Le chauffeur à Oulan Bator
- Enkhtuvshin Gantumur: L’homme avec le cheval

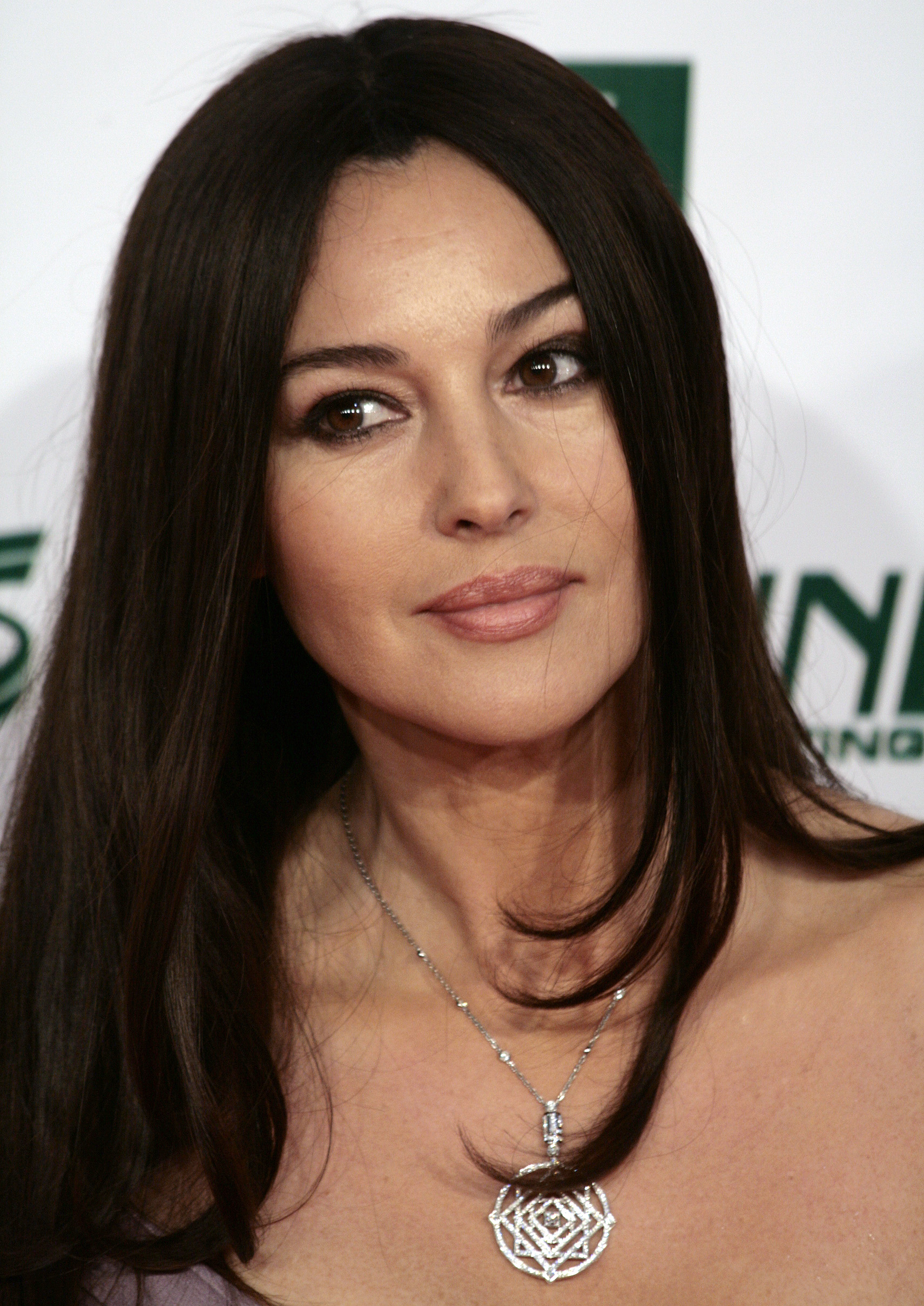
Monica Bellucci (Par Manfred Werner)

## Distinctions
Entre 2006 et 2007, Le Concile de pierre a été sélectionné 4 fois dans diverses catégories et a remporté 1 récompense.

### Récompenses
- Gérard du Cinéma 2007 : Gérard du Plus mauvais film dont personne n'a entendu parler.

### Nominations
- Bidets d'Or 2007 :
  - Bidet d'Or de l'actrice pour Monica Bellucci,
  - Bidet d'Or de la fausse bonne idée pour Guillaume Nicloux.

### Sélections
- Festival international du film de Rome : Premières - Hors-compétition pour Guillaume Nicloux.

## Un échec
Malgré une distribution prestigieuse, une campagne d'affiches et de bandes-annonces précoce et un important budget (pour le cinéma francophone), Le Concile de pierre est un échec à tous les niveaux : échec critique et auprès du public : le film ne trouve pas sa place dans le mois de novembre 2006 riche en sorties de thrillers (notamment l'autre thriller français Ne le dis à personne mais également Babel, The Prestige, The Black Dahlia) et de comédies qui ont rencontré un vif succès (notamment Prête-moi ta main qui a été en tête du box-office français trois semaines durant, mais aussi Borat, Sexy Dance, Scoop). La semaine suivante du 22 novembre 2006 achèvera le film avec les sorties des mastodontes de l'automne que furent Casino Royale, Saw III, The Host et Cœurs.
C'est donc un réel échec pour le film qui ne restera dans le box-office que deux semaines, malgré sa grande diffusion (377 copies pour la semaine de sortie).